# Ziva Rodann

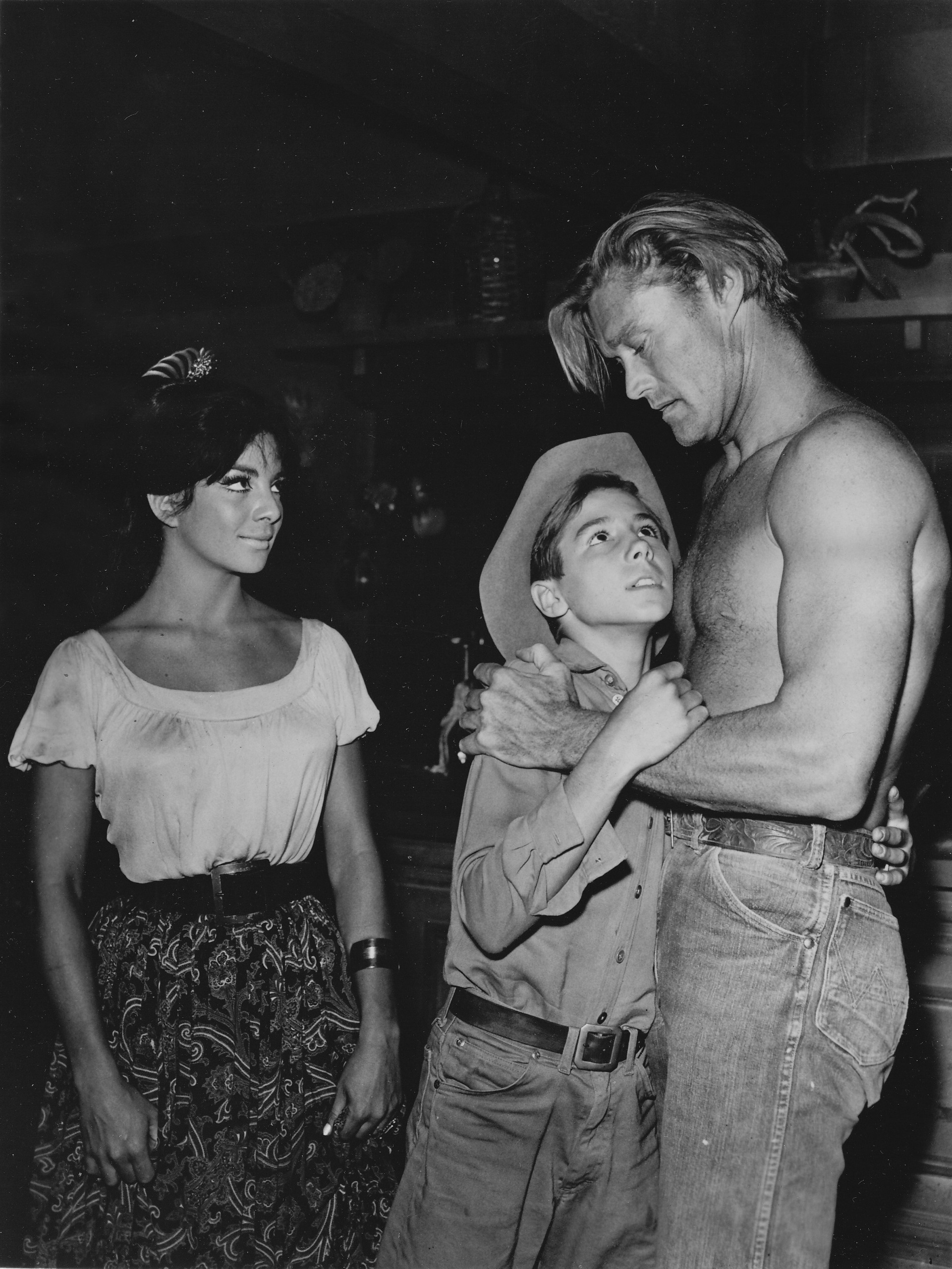
En The Rifleman (1961), L-R: Ziva Rodann, Johnny Crawford y Chuck Connors

Ziva Rodann (hebreo: זיוה רודן, nacida como Ziva Blechman hebreo: זיוה בלכמן; 2 de marzo de 1933), conocida primeramente como Ziva Shapir (זיוה שפיר), es una actriz israelí-estadounidense. Fue una estrella de cine de Hollywood y una frecuente estrella invitada en series de televisión desde finales de los años cincuenta hasta finales de los sesenta.
El Canadian Jewish Chronicle la describió como "la primera actriz israelí en firmar un contrato a largo plazo con un gran estudio cinematográfico".

## Primeros años
Rodann nació en Haifa, hija de Yeshaiahu "Shaya" Blechman, un profesor de matemáticas, y de su esposa, Rosa, Llegó por primera vez a Estados Unidos en 1947, cuando fue enviada a vivir con sus tíos a San Luis, Misuri, Estados Unidos, donde asistió y se graduó en el Kirkwood High School.
Cuando regresó a Israel, tomó clases nocturnas en la Universidad de Tel Aviv y se especializó en arte, historia e idiomas. Fue aceptada en el Teatro Habima, donde estudió interpretación, y después se alistó en el ejército israelí en 1952. En 1954 trabajó en el Chamber Theatre, donde interpretó papeles principales en obras americanas en hebreo y comedias musicales.
En 1954, fue nombrada reina del festival del vino de Israel y realizó una gira por América para promocionar el vino israelí.

## Carrera
El primer nombre artístico de Rodann fue Ziva Shapir. Comenzó su carrera cinematográfica con una aparición en la primera película de Israel, Hill 24 Doesn't Answer, en 1955. Shapir viajó entonces a Nueva York, donde fue descubierta por el cazatalentos de Universal-International Maurice Bergman. Tras una exitosa prueba de cámara, firmó un contrato de larga duración con Universal. Su primer papel en televisión fue en "Dancing Mouse", un episodio de 1956 de The Adventures of Hiram Holliday. Shapir debutó en el cine estadounidense cuando Universal la cedió a Bel-Air Productions para un papel protagonista en la película de terror Pharaoh's Curse (1957), publicada por United Artists. Era la segunda después del actor Mark Dana e interpretaba el papel de Simira, una misteriosa mujer egipcia. Su último crédito como Ziva Shapir fue un papel secundario en The Tattered Dress (1957), protagonizada por Jeff Chandler y Jeanne Crain.[cita requerida]
En 1957, Shapir cambió su nombre artístico por el de Ziva Rodann y obtuvo un papel secundario en la película de Samuel Fuller Forty Guns, protagonizada por Barbara Stanwyck. Siguieron actuaciones no acreditadas como cantante gitana en The Brothers Karamazov de Yul Brynner y como animadora en King Creole de Elvis Presley (ambas estrenadas en 1958). Uno de sus primeros papeles notables fue el de Kirk Douglas en la producción de Hal B. Wallis Last Train from Gun Hill (1958). Interpretó a Noemí la nuera de Orfa en la epopeya bíblica de 20th Century Fox The Story of Ruth (1960), protagonizada por otra actriz israelí, Elana Eden. "Macumba Love" (1960), "Subara" (1962), "Alejandro Magno" (1962) fueron otros de sus papeles protagonistas en el cine.[cita requerida]
En 1961, fue estrella invitada en las series de televisión del oeste Bonanza, interpretando a María Reagan en "The Fugitive"; Tales of Wells Fargo, interpretando a Leah Harper en "Rifles for Red Hand"; y The Rifleman, interpretando a Maria en "The Vaqueros". También interpretó a una maharajá india en un episodio de The Tab Hunter Show en 1961 y apareció en un episodio ("The Case of the Glamorous Ghost") de Perry Mason en 1962, así como en un episodio ("Made in Italy") de The Real McCoys. Interpretó a Nefertiti en dos episodios de Batman, "The Curse of Tut" (1966) y "The Pharaoh's in a Rut" (1966). Ha aparecido en más de 40 películas y producciones televisivas.[cita requerida]

## Vida personal
El primer esposo de Rodann fue Mr. Zapick[¿quién?] subdirector de la Israel's Defense Ministry Purchase Mission en París.
Su breve matrimonio con Reid Kimball fue anulado en 1964.
Se casó con su tercer esposo, el actor y escritor James R. Creech en 1967.
El 20 de diciembre de 1974, Rodann se nacionalizó estadounidense.
Se divorció de Creech en diciembre de 1975, se casó con Fred S. Meade el 5 de febrero de 1977 en Los Ángeles. Meade murió en 2002.